# 新舟700
新舟700是西安飞机工业（集团）有限责任公司发展的全新涡轮螺旋桨支线飞机，是全球首型採用電傳操縱的渦槳飛機，将按照基本型、加长型和缩短型三个方向发展。该机型研制工作于2013年12月19日全面启动。

## 開發歷史

### 設計
- 2013年12月19日，新舟700研發工作開始。
- 2019年2月28日，新舟700的設計通過專家評審，意味著設計階段大致完成[2]。

### 試製
- 2019年初，首兩架試製機（首飛機及靜力測試機）動工。
- 2019年5-7月，靜力測試機的主機身、機頭和前機身分別完成組裝[3]。
- 2019年9月27日，新舟700完成機身與機翼的對接[4]。
- 2020年3月27日，首架靜力測試機交付[5]。
- 2020年6月12日，首飛機的起落架交付組裝[6]。

### 測試
- 2020年4月30日，新舟700通過第一次靜力測試[7]。

### 試飛
- 由於PW150C發動機無法供貨，新舟700的正式首飛一直被推遲，不過開發計畫似乎還未放棄，外界發現原型機疑似在2022年左右進行了一次試飛，但業內認為僅是測試，不具備首飛意義[8][9]。開發遲緩還有同市場銷售方面的問題，在中國已經有高鐵與噴射支線客機服務，海外則有大量成熟競品[10]。

## 设计

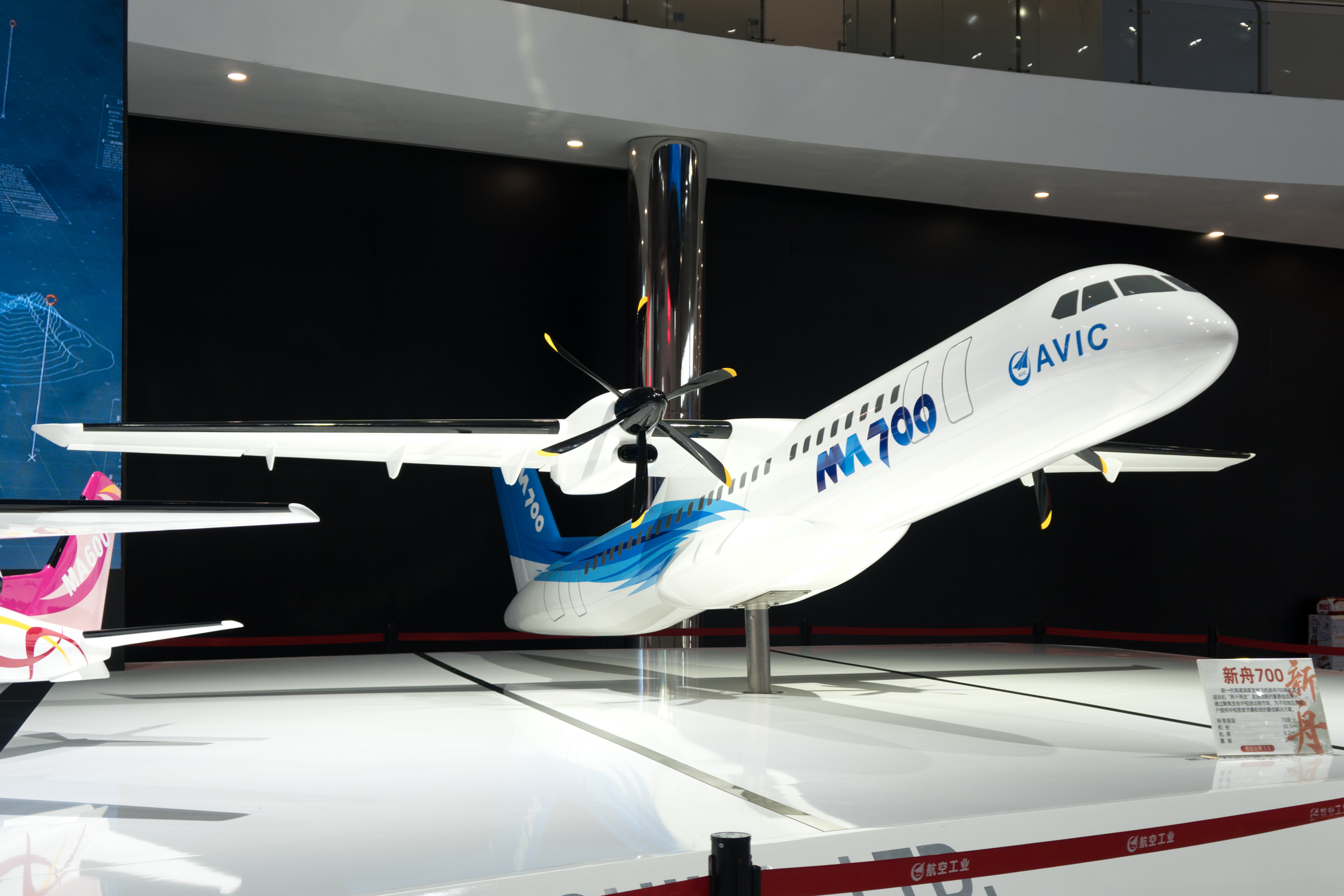
珠海太空中心展示的新舟700涡桨飞机模型

新舟700是全球首个电传操纵的涡桨飞机。该型飞机将采用高效的气动力设计技术、智能化管理系统、先进的驾驶舱综合技术、节能高效的涡桨推进系统。
此款飛機设计具备600km/h以上的巡航速度（比新舟600快40%）和13分钟爬升到巡航高度的能力，宣傳中提到該型客機著重在中國西部高原地帶，山地飛行性能將較競爭對手出色。定位于承担800公里以内中等运量市场的区域航空运输业务。计划单价预计1.2亿元人民币。
與舊款相比，新舟700鼻錐的氣動外型改進，尾部改为T形平尾，並改用复合材料螺旋桨，更與運7有著較大的差別。

## 規格
|              | 新舟700                                                                                                 |               |
| ------------ | --- | ------------- |
| 駕駛艙成員   | 2 |               |
| 座位數       | 70 |               |
| 長度         | 30.9（101英尺）                                                                                         |               |
| 翼展         | 29.0（95.1英尺）                                                                                        |               |
| 高度         | 8.2（27英尺）                                                                                           | 8.2（27英尺） |
| 典型空重     | 24,400（53,800英磅）                                                                                    |               |
| 最大起飛重量 | 27,600（60,800英磅）                                                                                    |               |
| 最大航程     | 2,700（1,500海里）                                                                                      |               |
| 最高航速     | 637km/h                                                                                                 | 637km/h       |
| 起飛所需跑道 | 1,310（4,300英尺）                                                                                      |               |
| 升限         | 7,620（25,000英尺）                                                                                     |               |
| 發動機 (2具) | 第一階段：預計為2具普惠加拿大PW150C型渦槳發動機（已斷供） 第二階段：預計為2具中國航發AEP500涡桨动力系列 |               |

- 來源：[13]

## 参見
- 新舟60
- 新舟600

类似型号
- ATR 72
- 德哈维兰加拿大DHC-8
- 巴西航空工業新一代渦槳（英语：Embraer next-generation turboprop）